# Bo-105
Bo-105는 독일 슈투트가르트에 소재한 뵐코브(Bölkow) 사에서 개발한 경량 쌍발 엔진의 다용도 헬리콥터이다. 생산은 메서슈미트-뵐코브-블롬 (MBB)에서 하고 있으며, 이 회사는 1991년에 유로콥터로 합병되었다. 유로콥터는 2001년까지 이 헬기를 생산했다. 현재는 유로콥터 EC135가 후속기종으로 생산되고 있다.

## 개발 역사
Bo 105A는 독일 오토브룬에서 1967년 2월 16일에 메서슈미트-뵐코브-블롬 소속의 시험 비행 조종사인 빌프라이트 폰 엔겔하르트가 조종을 맡아 첫 비행을 했다. 독일 민간 항공국(Luftfahrt-Bundesamt)은 이 헬리콥터를 1970년 10월 13일에 형식 승인 및 독일 내 민간용으로 생산을 승인했다. 미국에서는 1972년 4월에 미국 연방항공국의 승인을 받아 수출할 수 있게 되었다.
Bo 105C는 1972년에 개발되었고, 독일 국방부가 이 모델을 경량 정찰 및 관측용 헬리콥터용으로 채택하여 1977년에 100대를 구매했다. 유로미사일 HOT로 무장한 대전차 특화형은 Bo-105 PAH-1으로 명명되어 독일 육군이 같은 시기에 채용하였으며 총 212대를 납품받았다
1976년, Bo 105CB가 보다 세진 앨리슨 250-C20B 엔진을 장착하여 개발되었다. 이것은 Bo 105CBS로 발전했으며 응급 의료를 위한 미국 시장의 요구사항을 맞추기 위해 동체를 25.4 cm(10인치) 늘렸다. 이 버전은 미국에서 Bo105 트윈젯(Twin Jet)으로 알려졌다.
1984년, Bo 105LS가 Bo105CBS의 확대된 동체와 더 강력한 앨리슨 250-C2BC 엔진을 장착하여 최대 이륙 중량을 늘려서 개발되었다.
Bo105가 더 현대화된 제품인 유로콥터 EC135로 대체되면서 생산은 2001년에 종료되었고, 1,406대가 생산되었다.

## 운용 역사
상업용으로는 최초의 경량 쌍발엔진 헬기였다. 농촌 및 해안 지역에서 경찰용, 응급 구조 등 넓은 용도로 사용되었다.

## 파생형

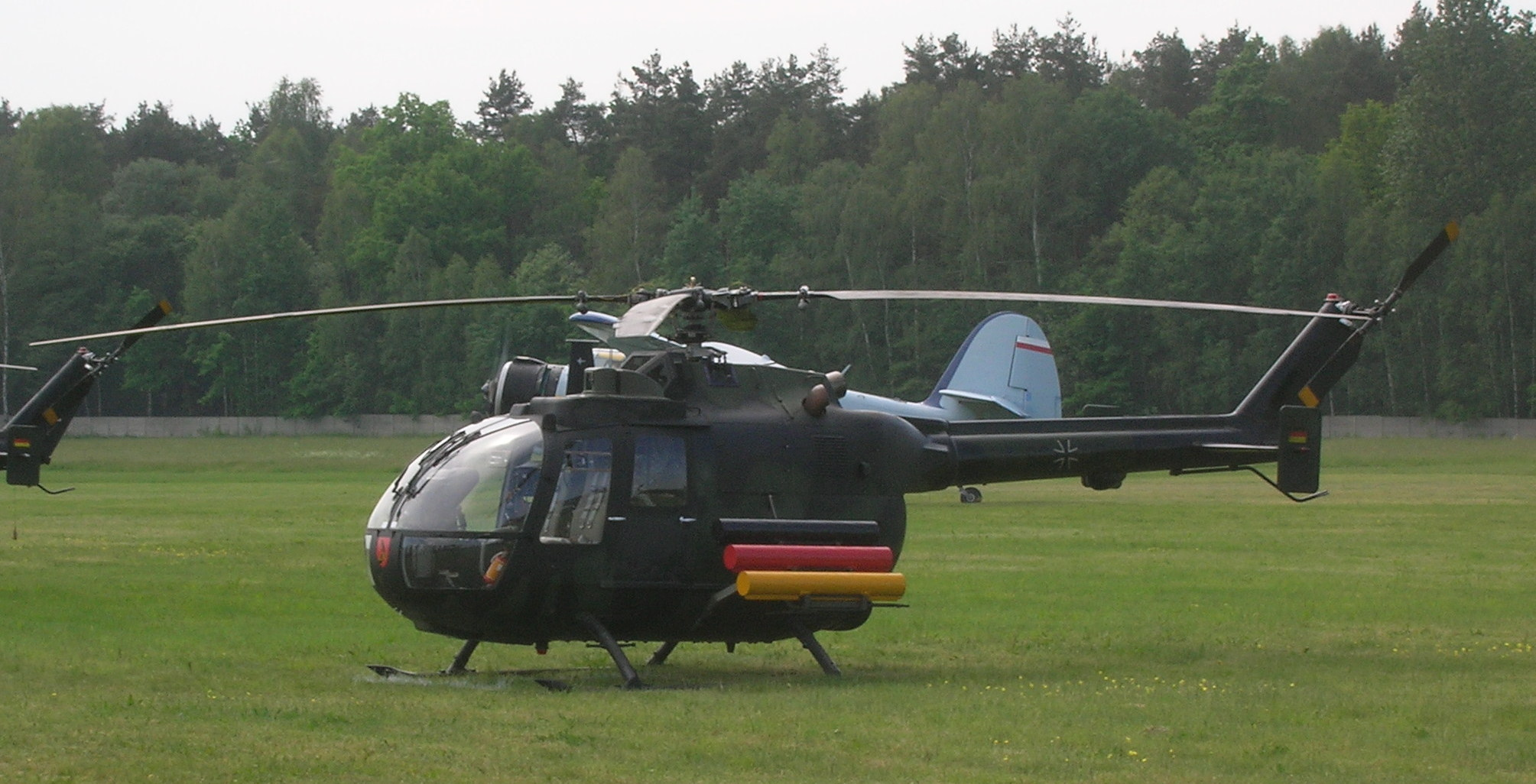
독일 PAH-1 (군용 105)

- Bo 105A : 민간 용도로 처음 개발된 것으로 엘리슨 250-C18 터빈 엔진 2개를 장착했다.
- Bo 105C : 1972년에 개발되었다. 엔진을 앨리슨 250-c20 터빈 엔진 2개를 장착했다.
- Bo 105CB : 1976년에 개발되었다. 엔진을 앨리슨 250-C20B 터빈 엔진 2개로 바꾼 것이다.
- Bo 105CBS : 응급 의료 임무를 위해 동체 길이를 0.25m (10인치) 늘렸다.
- Bo 105LS A1 : 1984년에 개발되었다. 2기의 앨리슨 250-C28C 터빈 엔진을 장착하고 동체 길이를 늘렸다.
- Bo 105LS A3 : 최대 이륙 중량을 2,600kg로 증대시킨 것으로 1986년에 개발되었다.
- Bo 105LS A3 "슈퍼리프터" : 최대 임무 중량을 2,850kg로 향상시켜 1995년에 개발되었다.
- Bo 105P : 독일 육군용으로 개발되어 "PAH-1"과 "PAH-1A1"으로 명명되어 있다. PAH는 독일어로 Panzerabwehrhubschrauber의 약자이며, 한국어로 직역하면 "전차방어 헬리콥터"라는 뜻이다. 이 두 가지는 대전차전 임무를 수행하며, PAH-1은 유선유도 방식의 HOT 대전차미사일로 무장했고, PAH-1A1은 성능이 향상된 HOT2로 무장했다. 이들 중 대부분은 새로운 유로콥터 타이거 다임무 공격헬리콥터로 대체가 진행 중이며, 일부는 남은 수명까지 현역으로 운용될 예정이다. 수출형 PAH는 VBH형으로 무장을 제거하고 성능을 떨어뜨리는 작업이 진행 중이다.
- Bo 105M : 독일 육군에서는 약칭이 "VBH"로 명명되어 있으며, 이 말은 독일어: Verbindungshubschrauber의 약자로 "연락용 헬리콥터"란 뜻이다. Bo-105M은 경량 수송 및 감시 임무를 수행한다. 무장을 제거하고 개량 과정을 거친 PAH-1으로 대체되었다.
- NBO-105: 인도네시아 항공이 MBB (현재 유로콥터)로부터 면허생산권을 획득하여 1976년부터 생산했다.
- BO 105 익스큐테어: 보잉 버톨과 카슨 헬리콥터가 미국의 민수 경량 헬리콥터 시장을 뚫을 목적으로 동체 길이를 24.5 cm 늘려 익스큐테어(Executaire)로 면허 생산한 것이다. 그러나 판매 실적은 부진하다.[3][4]

## 운용국가

### 군사용
군사용으로는 경수송, 정찰, 대전차전 용이 있다:
북대서양조약기구
- 네덜란드
- 독일
- 스페인

비나토국가
- 니제르

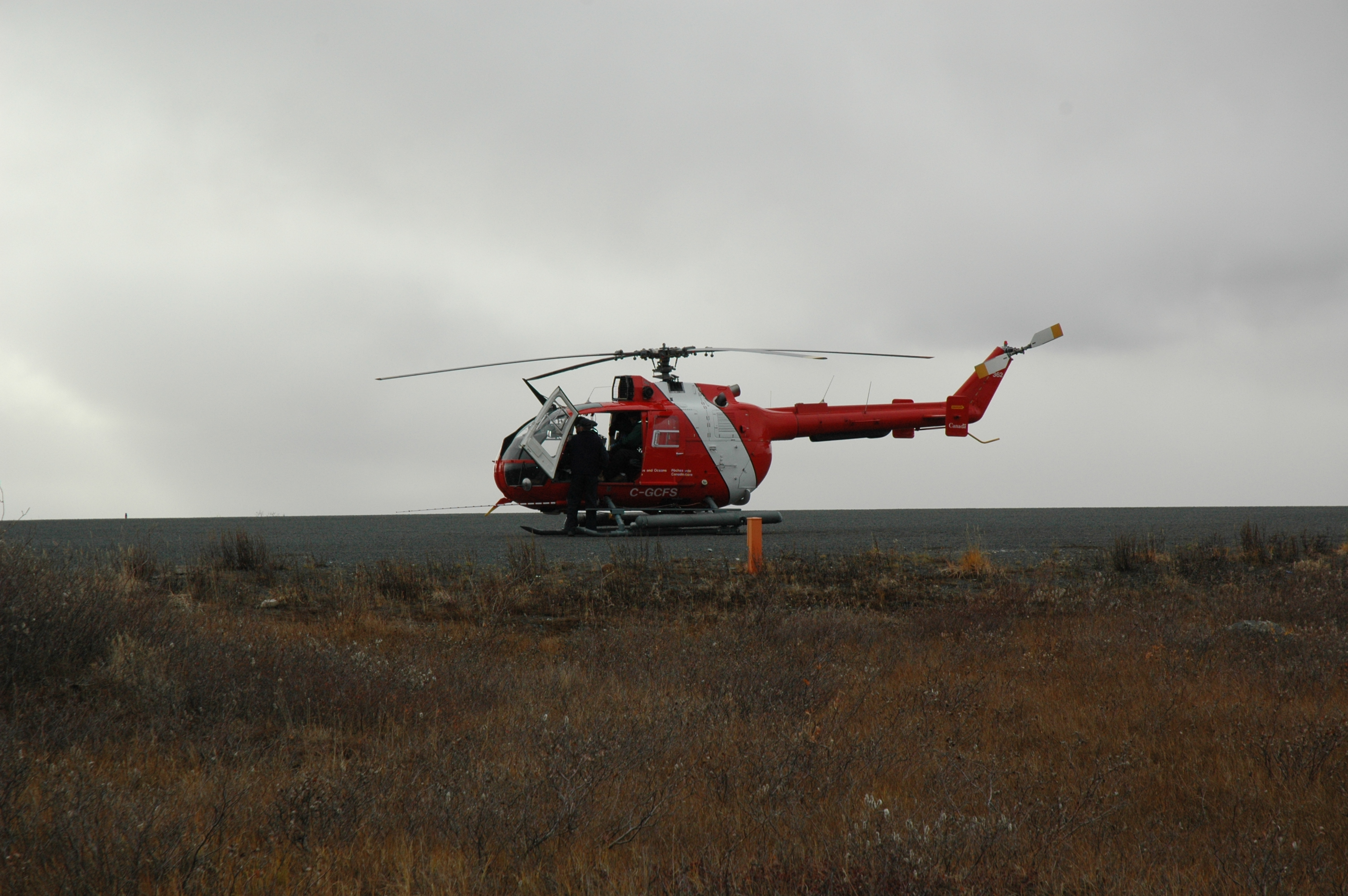
캐나다 해안경비대 소속 Bo 105

- 대한민국 - 한국형 경헬기 사업에 따라 1993년부터 130대를 라이센스 생산하기로 했으나, 계획 취소로 12대만 도입되었다.
- 레소토
- 멕시코
- 바레인
- 브루나이
- 스웨덴
- 시에라리온
- 아랍에미리트
- 알바니아
- 요르단
- 우루과이
- 이라크
- 인도네시아
- 칠레
- 콜롬비아
- 케냐
- 파푸아뉴기니
- 페루
- 필리핀
- 트리니다드 토바고

### 민간용
- 캐나다: 캐나다 해안 경비대
- 대한민국  : 세진항공
- 남아프리카 공화국: 남아프리카 공화국 경찰
- 인도네시아:
  - 인도네시아 경찰
  - 인도네시아 산림부
  - 펠리타 항공사

## 제원 (Bo 105CB)

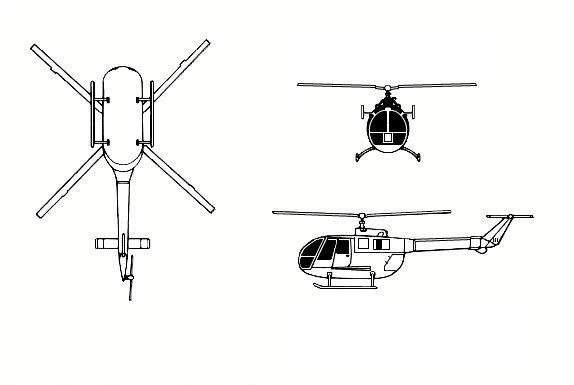
Bo-105 3면도

정보의 출처: Jane's All the World's Aircraft 1988-89
일반 특성
- 승무원: 1명 또는 2명
- 용량: 4명
- 길이: 11.86 m (38 ft 11 in)
- 로터직경: 9.84 m (32 ft 3½ in)
- 높이: 3.00 m (9 ft 10 in)
- 원판면적: 76.05 m² (818.6 ft²)
- 날개꼴: NACA 23012
- 공허중량: 1,276 kg (2,813 lb)
- 최대이륙중량: 2,500 kg (5,511 lb)
- 엔진: 2× 앨리슨 250-C20B 터보샤프트 엔진, 313 kW (420 shp)  각각

성능
- 초과금지속도: 270 km/h (145 knots, 167 mph)
- 최대속도: 242 km/h[6] (131 knots, 150 mph)
- 순항속도: 204 km/h (110 knots, 127 mph)
- 항속거리: 575 km (310 NM, 357 mi)
- 최대항속거리: 1,112 km (600 NM, 691 mi)
- 상승한도: 5,180 m (17,000 ft)
- 상승률: 8 m/s (1,575 ft/min)

무장
- 미사일: 6x HOT (미사일)(Bo 105 P) 또는 8x BGM-71 토우

## 같이 보기
- KLH 사업
- 한국형 공격헬기 사업 KAH
- 시콜스키 S-70
- 상륙 기동헬기 개발사업

관련 기종
- MBB/가와사키 BK 117
- 유로콥터 EC135
- 유로콥터 EC145

유사 기종
- 벨 427/429
- MD 헬리콥터 MD 익스플로러